# Hongqi
Hongqi (en chino, 红旗; pinyin, Hóngqí (escuchar)ⓘ) es un distrito urbano bajo la administración directa de la Prefectura  Xinxiang  en la Provincia de Henan, República Popular China.  Su área es de 154 km² y su población total para 2010 superó los 390 mil  habitantes. 

## Administración
Desde diciembre de 2024, el  Distrito Hongqi   se divide en 7 pueblos  administrados  en 5 subdistritos y 2   poblados.

## Toponimia
El topónimo Hongqi [/Jəng-chi/] se compone de los sinogramas Hong (rojo) y Qi (bandera), lo que da como resultado "Bandera roja", símbolo central del Partido Comunista de China y de la lucha revolucionaria. El nombre refleja la propaganda política de la época, y proviene de consignas como "Mantener en alto la Bandera Roja" (高举红旗 Gāojǔ Hóngqí).
Surgió entre los 1950 y 1970, periodo en que muchos lugares de China adoptaron nombres inspirados en la revolución comunista y la ideología socialista.  En 2016, el gobierno chino impulsó un plan para reemplazar nombres con carga ideológica por otros neutros o históricos, pero "Hongqi" se mantuvo por su arraigo local.
En enero de 1953, se organizó como el Segundo Distrito (二区), y en diciembre de 1955, pasó a denominarse Heping (和平区). En octubre de 1966, el distrito de Heping pasó a llamarse Hongqi.